# Dobroselo
Dobroselo falu Horvátországban, Lika-Zengg megyében. Közigazgatásilag Donji Lapachoz tartozik.

## Fekvése
Korenicától légvonalban 40 km-re, közúton 48 km-re délkeletre, községközpontjától légvonalban 11 km-re, közúton 12 km-re délkeletre, Lika keleti részén, a Plješivica-hegység lábánál, a bosnyák határ közelében fekszik.

## Története
Az itt előkerült leletek tanúsága szerint területe már a római korban lakott volt. Határában római kori sáncokra és pénzérmékre bukkantak. A középkorban területe a Korbávia részét képező ősi lapaci zsupánság része, majd 1449-ben a Frangepánok uralma alá került. 1527-ben amikor Likával együtt Lapac vidéke is török kézre került, korábbi horvát lakossága elmenekült. A török uralom idején a klisszai szandzsák egyik náhijéjénak (Boričevac) a területéhez tartozott. A 16. század közepén az Oszmám Birodalom már régebben megszállt területeiről előbb pravoszláv vallású vlachok, majd szerbek és muzulmánok érkeztek az elűzött lakosság helyére. 1689-ben Lika területéről kiűzték a törököt, de Lapac környéke az ún. Ličko Pounje még egészen 1791-ig török kézen maradt. 1789-ben Dobroselo fölött csata folyt a törökök ellen, melynek vezére, trebinjei Zuli pasa itt esett el. 1791-től az osztrák katonai határőrvidék része lett. A stratégiailag fontos övezetben azután újabb lakosságcsere ment végbe. A korábban nagy arányú muzulmán lakosság az Una túloldalára, a petrovaci és a bjelaji mezőre, a krupai, a bihácsi és a cazini járásokba menekült és velük ment némi szerb lakosság is. A maradék szerbek a korábban is művelt földjeiken maradtak és a határőrvidék katonai hatóságainak szolgálatába szegődtek. Az üresen maradt területekre a mezőgazdaságból élő falvakból, főként Lika közelebbi részeiről hoztak új lakosságot. Így Lapac vidékére a korábbi szerb lakosság mellé újabb szerbek és horvátok települtek. 1800-ban a katonai közigazgatás megszervezése során a területet a Likai ezredhez csatolták, melynek egyik századparancsnoki székhelye lett. 1826-ban azonban a parancsnokságot Donji Lapacra helyezték át. A katonai közigazgatás megszűnte (1873) után 1886-tól Lika-Korbava vármegye Donji Lapaci járásához tartozott. 1910-ben 849 lakosa volt. A trianoni békeszerződést követően előbb a Szerb-Horvát-Szlovén Királyság, majd Jugoszlávia része lett. 1941. július 3-án az usztasák Dobroselo és Donji Lapac 38 szerb lakosát gyilkolták meg és házaikat rájuk gyújtották. 1991-ben teljes lakossága szerb nemzetiségű volt. A falunak 2011-ben 117 lakosa volt.

## Lakosság
| Lakosság változása | Lakosság változása | Lakosság változása | Lakosság változása | Lakosság változása | Lakosság változása | Lakosság változása | Lakosság változása | Lakosság változása | Lakosság változása | Lakosság változása | Lakosság változása | Lakosság változása | Lakosság változása | Lakosság változása | Lakosság változása |
| ------------------ | ------------------ | ------------------ | ------------------ | ------------------ | ------------------ | ------------------ | ------------------ | ------------------ | ------------------ | ------------------ | ------------------ | ------------------ | ------------------ | ------------------ | ------------------ |
| 1857               | 1869               | 1880               | 1890               | 1900               | 1910               | 1921               | 1931               | 1948               | 1953               | 1961               | 1971               | 1981               | 1991               | 2001               | 2011               |
| 1.062              | 1.132              | 889                | 1.113              | 891                | 811                | 849                | 782                | 488                | 509                | 418                | 325                | 230                | 234                | 94                 | 117                |

## Nevezetességei
Szent Péter és Pál apostolok tiszteletére szentelt szerb pravoszláv temploma a 19. században épült. A II. világháborúban lerombolták. Parókiájához Gornji Lapac és Boričevac települések görögkeleti hívei tartoztak.